# Schleis

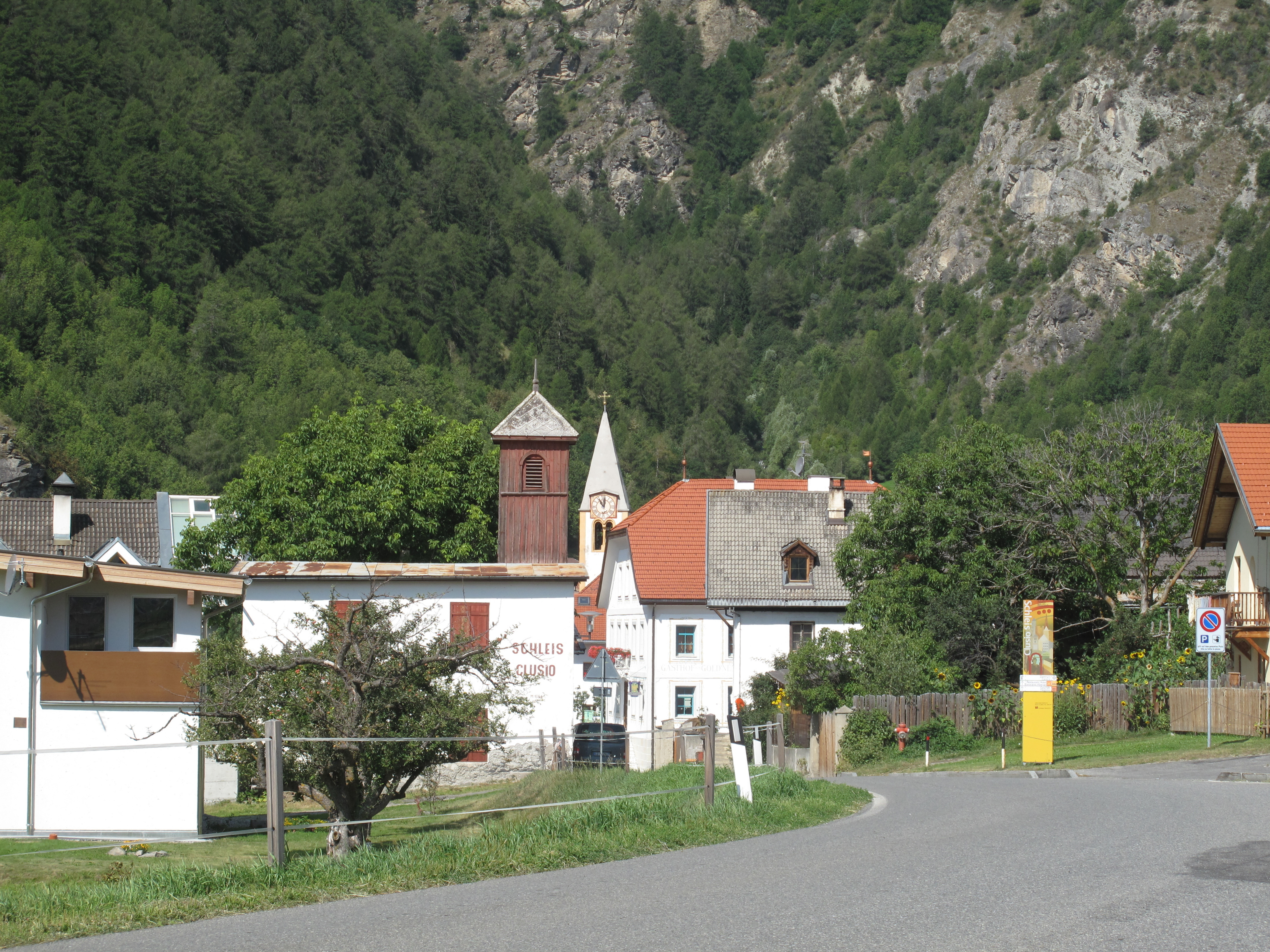
Ansicht des Dorfes Schleis

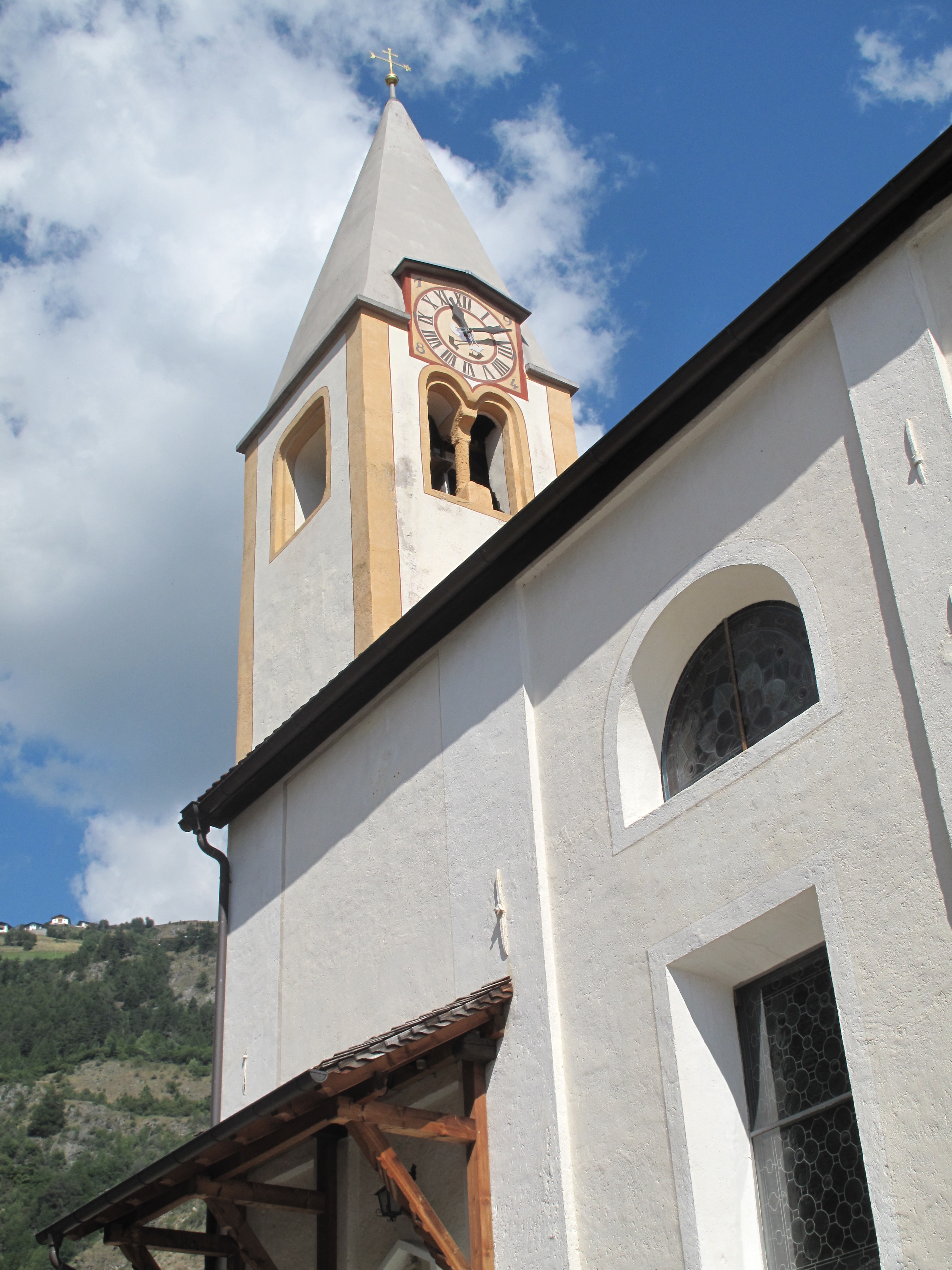
Turm der Pfarrkirche St. Laurentius

Schleis (italienisch Clusio, rätoromanisch Schlüⓘ) ist eine Fraktion der Gemeinde Mals in Südtirol (Italien). Das Dorf beherbergt 357 Einwohner (Januar 2022). Schleis, 1064 m hoch gelegen, befindet sich an der Malser Haide im Vinschgau (Vinschger Oberland). Die von der Etsch durchflossene Ortschaft liegt auf der westlichen Talseite des Etschtals am Ausgang des Schlinigtals, aus dem der Metzbach (auch Schlinigbach genannt) in die Etsch fließt.

## Geschichte
Frühe Schriftzeugnisse des Ortsnamens sind Schluis (1150), Sclusis (1159), Slue (1160), Sluis (1161–1164), Slüs (1163) und Scludis (1164). Da die Etsch durch den Ort fließt, könnte der Name laut Christian Schneller auf lateinisch exclusa zurückgeführt werden, was Schleuse bedeutet. Diese Ableitung ist allerdings wegen des früh belegten Slue und der im Bündnerischen erhaltenen romanischen Form Schlü fragwürdig.
Die Pfarrkirche ist dem heiligen Laurentius von Rom geweiht. Sie entstand durch Umbau und Neuweihe (1693) der bereits bestehenden, vermutlich spätromanischen Laurentiuskapelle. Der spätromanische Fassadenturm weist gekuppelte Rundbogenfenster mit runder Säule auf; im Inneren fallen u. a. der die ganze Ostwand ausfüllende Barockaltar (1693), der Taufstein aus weißem Marmor (16. Jh.) und ein marmorner Weihwasserstein (17. Jh.) auf.
Bis 1928, als es Mals zugeschlagen wurde, war Schleis eine eigenständige, selbstverwaltete Gemeinde.
Berühmt ist der Schleiser Kirchtag (im Volksmund: Lorenzitag), der jährlich am 10. August, dem Namenstag des heiligen Laurentius (Lorenz), stattfindet. Ebenfalls sehenswert ist der schleisische Krampus Tog, der alljährlich am 5. Dezember, traditionell mit den typischen Stock Lorfn, im Dorf gefeiert wird.

## Bildung
In Schleis gibt es einen Kindergarten und eine Grundschule für die deutsche Sprachgruppe sowie die Freiwillige Feuerwehr Schleis.

## Sport
Der lokale Sportverein SC Arunda Schleis war im Naturbahnrodeln im Nachwuchsbereich auf nationaler und internationaler Ebene relativ erfolgreich. Die Radroute 2 „Vinschgau–Bozen“ durchquert die Ortschaft.